# 언터처블 (1987년 영화)
《언터처블》(영어: The Untouchables)은 1987년 개봉한 미국의 범죄 드라마 영화이다. 미국 재무부의 주류 단속반 수사관인 엘리엇 네스가 1931년 시카고에서 활동하던 폭력조직 두목 알 카포네를 체포한 사건을 주제로 한 실화 및 동명 책을 바탕으로 한다.

## 줄거리
1930년 금주법 시대에 악명 높은 갱단 두목 알 카포네는 불법 주류를 공급하고 시카고 대부분을 장악한다. 금주국 요원 엘리엇 네스는 카포네의 활동을 막는 임무를 맡지만, 첫 번째 주류 단속 시도는 부패한 경찰들이 카포네에게 미리 알려주는 바람에 실패한다.
그는 만연한 부패에 반대하며 네스를 돕겠다고 제안하는 베테랑 아일랜드계 미국인 경찰 제임스 말론을 만난다. 말론은 카포네의 영향력 아래 있지 않고 법 집행의 이상적인 면을 믿는 경찰 학교 출신을 찾아야 한다고 제안한다. 그들은 뛰어난 사격술과 청렴함을 가진 이탈리아계 미국인 훈련생 조지 스톤(본명 주세페 페트리)을 영입한다. 회계사 오스카 월리스와 함께 워싱턴 D.C.에서 네스에게 배정된 그들은 카포네의 주류 창고를 성공적으로 습격하고 긍정적인 홍보를 얻으며 언론으로부터 "언터처블"이라는 별명을 얻는다. 조직 회식 중 카포네는 다른 부하들에게 경고하기 위해 야구 방망이로 창고 관리자를 살해한다.
카포네가 4년 동안 소득세 신고를 하지 않았다는 사실을 발견한 월리스는 카포네의 네트워크가 다른 범죄로부터 그를 잘 보호하고 있기 때문에 그를 상대로 탈세 혐의를 입증해 보라고 제안한다. 부패한 시의원은 네스에게 수사를 중단하는 대가로 뇌물을 제안하지만 네스는 거절한다. 카포네의 집행관 프랭크 니티가 네스의 아내를 죽이겠다고 위협하자, 네스는 즉시 아내와 딸을 안전한 집으로 옮긴다. 이어진 미국-캐나다 국경 단속에서 네스와 그의 팀은 들어오는 주류 운송을 가로채 여러 갱스터를 죽이고 조지라는 카포네의 경리를 붙잡는다. 그들은 결국 조지를 설득하여 고용주에 불리한 증언을 하도록 한다. 시카고로 돌아온 니티는 경찰 복장을 하고 경찰서 엘리베이터에서 월리스와 조지를 살해하고 네스에게 조롱하는 메시지를 남긴다. 네스는 살인 사건 후 렉싱턴 호텔에서 카포네를 대면하지만, 말론이 개입하여 네스에게 지방 검사가 카포네에 대한 혐의를 기각하지 않도록 설득하는 데 집중하라고 촉구한다.
경찰 서장 마이크 도셋이 월리스와 조지를 배신했다는 것을 깨달은 말론은 도셋을 협박하여 카포네의 회계사 월터 페인이 어디에 숨어 있는지 밝히게 한다. 그날 저녁, 카포네의 부하 중 한 명이 말론의 아파트에 침입한다. 말론은 엽총을 들고 그를 쫓지만, 니티가 톰슨 기관단총으로 그를 기습한다.
얼마 후, 네스와 스톤은 말론이 치명상을 입은 것을 발견한다. 말론은 죽기 전에 페인이 시외로 나갈 기차를 그들에게 보여준다. 두 사람이 유니언역에서 페인의 도착을 기다리는 동안, 네스는 두 개의 여행 가방과 유모차에 아이를 데리고 힘겹게 로비 계단을 올라가는 젊은 엄마를 발견한다. 네스는 결국 그녀를 돕기로 결정하지만, 네스와 여자가 계단 꼭대기에 도착할 때 페인을 지키는 갱스터들이 나타나 피비린내 나는 총격전이 벌어진다. 수적으로 열세임에도 불구하고 네스와 스톤은 페인을 생포하고 그의 모든 호송원을 죽이며 엄마와 아이 모두 무사히 지킨다.
카포네 재판에서 페인이 증언할 때, 네스는 카포네가 이상할 정도로 침착해 보이고 니티가 법정에서 총을 차고 있다는 것을 알아차린다. 법정 경위는 니티를 끌어내 몸을 수색하고, 시카고 시장 윌리엄 헤일 톰프슨이 그가 무기를 소지하는 것을 효과적으로 허용하는 메모를 발견한다. 그러나 니티가 말론의 주소가 적힌 성냥갑을 가지고 있다는 것을 알아차린 네스는 니티가 말론을 죽였다는 것을 깨닫는다. 당황한 니티는 법정 경위를 쏘고 법원 지붕으로 도망치지만, 네스가 그를 붙잡는다. 니티가 말론의 기억을 모욕하고 살인에 대한 유죄 판결을 피할 것이라고 의기양양하게 말하자, 격분한 네스는 니티를 지붕에서 밀어 떨어뜨려 죽이고 월리스와 말론의 복수를 한다.
스톤은 니티의 코트에서 가져온 목록을 네스에게 건네는데, 이 목록에는 재판의 배심원들이 모두 카포네의 급여를 받고 있다는 내용이 적혀 있다. 네스는 비밀리에 판사를 설득하여 카포네의 배심원단을 관련 없는 이혼 사건을 심리하는 배심원단으로 교체하게 한다. 이것은 카포네의 변호사가 유죄를 인정하도록 촉구하지만, 격분한 카포네는 폭력적으로 반대한다.
카포네는 탈세 혐의로 유죄 판결을 받고 11년 형을 선고받는다. 선고 당일, 네스는 사무실을 정리하며 말론의 성 유다 메달과 호출함 열쇠를 스톤에게 작별 선물로 준다. 네스가 경찰서를 나설 때, 기자가 그에게 금주법이 폐지될 가능성이 있는데 무엇을 할 것이냐고 묻자, 그는 "한잔 할까 합니다"라고 대답한다.

## 출연
- 케빈 코스트너 - 엘리엇 네스(Eliot Ness)
- 로버트 드 니로 - 알 카포네(Al Capone)
- 숀 코너리 - 짐 멀론(Jim Malone)
- 앤디 가르시아 - 조지 스톤(George Stone/Giuseppe Petri)
- 찰스 마틴 스미스 - 오스카 월리스(Oscar Wallace)
- 퍼트리샤 클라크슨 - 캐서린 네스(Catherine Ness)
- 빌리 드래고 - 프랭크 니티(Frank Nitti)

## 한국판 성우진(MBC) (1993년 1월 2일)
- 김관철 - 엘리엇 네스(케빈 코스트너)
- 양지운 - 알 카포네(로버트 드 니로)
- 이규연 - 짐 멀론(숀 코너리)
- 박기량 - 조지 스톤(앤디 가르시아)
- 김강산 - 오스카 월리스(찰스 마틴 스미스)
- 성유진 - 캐서린 네스(퍼트리샤 클라크슨)
- 이영달 - 재판장(안소니 모커스)
- 황일청 - 프랭크(빌리 드래고)
- 한상혁 - 마피아(비토 디암브로시오)
- 박태호 - 바덴더(존 J. 월시)
- 전국근 - 엘리엇의 변호사(에드워드 맥도날드)
- 이도련 - 페인(잭 케호)
- 이성 - 카포네의 부하(델 크로즈)
- 이종오 - 마피아(에드워드 도노)
- 최상기 - 캐나다 수비대장(로버트 스완)
- 곽대홍 - 조지(브레드 셜리반)
- 이병식 - 앤더슨(피터 애일워드)
- 이선호 - 여자 아이의 엄마(콜린 베이드) / 여자 아이(아디트라 콜)
- 황윤걸 - 경찰서장(리처드 브래드퍼드)
- 김동현 - 신문 기자(스티븐 골드스타인) / 경찰(돈 하비)